# 印古什共和国

印古什共和國與鄰近地區

印古什共和國（羅馬化：Respublika Ingushetiya，羅馬化：Ğalğaj Moxk），又譯殷古什共和國、英古什共和國，是俄羅斯聯邦的一個共和國，位於高加索地區，屬北高加索聯邦管區，東接車臣共和國，西部和北部與北奧塞提亞-阿蘭共和國接壤，南以大高加索山脈分水嶺與喬治亞比鄰。首府馬加斯。
印古什共和國是俄羅斯聯邦主體中除了莫斯科、聖彼得堡和塞凡堡以外最小的聯邦主體。在1992年6月4日成立之後，車臣－印古什蘇維埃社會主義自治共和國被一分為二。印古什的主要民族為印古什人（古凡那克人的後裔），人口為412,529人。印古什是俄羅斯最貧窮和動盪的地區之一。鄰近的車臣共和國之軍事衝突也影響到印古什。此外，印古什也有嚴重的貪污和犯罪問題（包括政府部隊對平民的綁架和謀殺），也有反政府示威、對軍隊和行政機構的攻擊、俄軍的暴行與人權日益惡化等問題。

## 語源
「印古什」這個名稱是源自一個古代聚落Ongusht，喬治亞語的「-eti」意為「之地」，因此印古什的名字意為「印古什人居住之地」。
印古什人是居住於高加索地區的土著民族，現大多居住於印古什共和國。他們稱呼自己為加尔盖（Ghalghai，印古什語ghal為「堡壘」或「城鎮」，ghai為「居民」），主要語言為印古什語，與鄰近的車臣語高度互通。

## 歷史
西元前10000－西元前8000年：
印古什人的祖先納赫人從兩河流域肥沃月灣地帶遷徙至高加索地區，開始農耕、灌溉、馴化並飼養動物。
西元前6000－西元前4000年：
進入新石器時代，並且此地區的居民已經知道使用陶器。近代在阿里聚落和馬加斯附近發現了石製工具：石斧、石刀、打磨過以及帶有鑽孔痕跡的石器、泥製餐具等等。在平地聚落有發現泥磚，在山區聚落則發現了用石牆環繞的聚落，且可追溯至西元前8000年。
西元前4000－西元前3000年：
在那薩爾－柯特(Nasare-cort)、木志奇(muzhichi)、伯茲(Ja-E-Bortz)（Surkha-khi)、艾比－戈夫(Abbey-Gove)（納茲蘭）已經發現輪軸技術的使用、騎乘馬匹、金屬製（金、銀、銅、鐵等）餐具、鎧甲、刀具以及箭頭。
西元前400－西元800年：
由羅馬人的文獻得知，在北高加索中部、東部出現阿爾巴尼亞王國。
西元900-1200年：
在高加索的王國分裂為阿蘭尼亞和阿蘭尼亞貴族(Царственные Аланы)，德國科學家彼得·西蒙·帕拉斯認為阿蘭尼亞人是印古什人的直接祖先。
西元1239年：
由於蒙古入侵，阿蘭尼亞首都馬加斯(阿拉伯人的記載)和北高加索高地的阿蘭同盟之民族與部落為金帳汗國的拔都汗之部眾所摧毀。歷史上馬加斯的原址與現今印古什之首都位置大約相同。
西元1300－1400年：
阿蘭人、帖木兒和脫脫迷失之間在捷列克河發生部落戰爭，在山區的阿蘭人建立城堡與要塞抵禦侵略者。低地的阿蘭人部落則被蒙古佔領，於是開始了阿蘭人對蒙古人的反抗與叛亂活動。1991年，約旦史學家Abdul-Ghani Khassan根據古阿拉伯手稿中提出，阿蘭尼亞戰爭是發生在今天的車臣和印古什；但阿蘭尼亞史學家Azdin Vazzar(1395-1460)則描述戰爭發生在阿蘭尼亞的Nokhcho（車臣）部落。
西元1500年：
俄羅斯征服了高加索地區。1558年卡巴爾達親王捷姆留克遣使至莫斯科，希望能得到伊凡雷帝的幫助以擊敗印古什部落。伊凡雷帝和捷姆留克的女兒瑪利亞結姻。於是形成莫斯科與卡巴爾達的聯盟，意圖將沙皇的疆土擴張至高加索中部，並且對抗頑固的凡那赫人（車臣人）。
西元1700年：
俄軍欲取得具有戰略意義的達里爾山谷，但在數次戰役後於印古什村落附近落敗，因此位於該部落的民族就被稱為印古什人。

### 帝俄的征服
印古什傳統上是個立基於氏族和不成文法的無階級社會，現今仍有約350個氏族。有別於鄰近的高加索地區和車臣，印古什氏族內的成員，或氏族間皆處於平等關係，無上層階級。
俄羅斯歷史學家聲稱，印古什是自願成為俄羅斯的一部分的。這種觀點主要是立基於1810年6月13日，由德爾波特羅(Delpotso)將軍和2個印古什氏族簽署的文件，但其他氏族仍極力抵抗俄羅斯的征服。1832年俄羅斯男爵亞歷山大·格里戈里耶維奇·羅森的信中指出「在這個月23日我消滅了8個印古什村落，24日我又消滅了9個。」1836年，他又指出印古什高地的Dzheirkah、Kist、Ghalghai都已被完全征服。
俄羅斯征服印古什的過程非常艱困，俄軍後來使用殖民化的方式進行征服，即消滅當地所有民族，並將哥薩克人和奧塞梯地區的貴族遷移至此。整個俄羅斯和奧塞梯的殖民肇始於19世紀中葉。俄軍將軍尼古拉·伊萬諾維奇·葉夫多基莫夫和奧塞梯人殖民者穆薩·阿爾哈索維奇·昆都霍夫曾高興表示「印古什的殖民化非常成功。」，剩下的印古什人轉為地下抵抗。
俄羅斯人在印古什部落Zaur處建立了伏拉季高加索要塞（意即高加索的統治者），俄將阿列克谢·彼得罗维奇·叶尔莫洛夫致信沙皇，表示「若俄羅斯忽略如印古什這樣一個軍事化之地，將會是一個嚴重的錯誤。」他並建議將印古什和車臣分開，以使俄羅斯能順利征服高加索地區。1827年葉爾莫洛夫另指出，印古什地區不可能基督教化。「這個在高地上最勇敢和軍事化的民族，不允許任何異化......」，最後一次有組織的叛亂是在1858年，又被稱為「納茲蘭起義」，5000名印古什人起身反抗俄羅斯統治，但最後仍敗給俄羅斯的優勢兵力。這次叛亂標誌著俄羅斯－高加索戰爭的結束。同年，沙皇將印古什人和車臣人放逐至土耳其和中東，並宣稱「穆斯林應該要由穆斯林統治者統治。」他的目的是想要讓此地由奧塞梯人和哥薩克人殖民。有些印古什人自願被流放至中東的荒漠地區，他們大部分死亡，倖存者則被同化。據統計約有80%的印古什人在1865年離開印古什，轉至中東。

### 蘇聯時期
1917年十月革命之後，蘇聯允諾印古什人可以回到被帝俄征服和殖民的印古什聚落。印古什又變成了白軍將領安東·伊萬諾維奇·鄧尼金和印古什反抗者的戰場。鄧尼金的回憶錄寫道：「印古什是人數最多、最團結、最強悍的武裝組織。本質上是北高加索地區的最高仲裁者。這樣的特質早就在被寫在俄羅斯的地理課本了。他們的主要職業是畜牧和搶劫...。」這樣的特質也在政治上吸引政府組織印古什人為蘇聯政府的雇傭兵，但不使他們散佈在印古什各處。同時印古什人也試圖增進與土耳其的關係，尋求土耳其的援助－伊麗莎白波爾省的土耳其人和提比里斯的德國人。8月，哥薩克和奧塞梯人佔領伏拉迪高加索要塞，印古什人介入並成功拯救捷列克的蘇維埃委員會，但也洗劫銀行和鑄幣廠。他們也以「糾正歷史錯誤」的名義洗劫鄰近的哥薩克和奧塞梯人。12月，印古什、車臣和達吉斯坦宣布從俄羅斯獨立，並成立北高加索山區共和國，並得到世界主要大國承認。首府也遷移至達吉斯坦的捷米爾汗修羅。
共和國的第一任總理為塔帕·車爾莫耶夫，是車臣的傑出政治家，第二任總理是印古什政治家，同時也是1917憲法起草人扎巴吉耶夫，1920年又連選連任。1921年蘇聯襲擊並佔領此地，並強迫其加入蘇聯，使共和國政府走向流亡。蘇聯在取得一連串的勝利之後，毀棄先前的承諾，沒收剩餘的印古什人之財產，並展開集體化和階級鬥爭，並將車臣和印古什統一為「車臣－印古什蘇維埃社會主義自治共和國」。二戰期間印古什青年被編入蘇聯紅軍，1942年8月，納粹德軍佔領了一半的北高加索，只留下兩個印古什城市：奧爾忠尼啟則(現在的弗拉季高加索)和馬爾戈別克。印古什人和納粹德國的戰爭加劇，馬爾戈別克被雙方來回佔領了四次，並最後以納粹德國軍的撤退收場。
史達林的計畫是將蘇聯南擴至土耳其，但身為穆斯林的車臣人和印古什人將會成為擴張的威脅，1944年2月，二戰尾聲將近，蘇聯內務人民委員部的軍隊大量駐紮在車臣－印古什，並聲稱是在南區進行軍事演習，2月23日印古什和車臣人被誣指與納粹合作，於是在印古什大部分人仍在前線作戰時，車臣和印古什人被放逐至哈薩克、烏茲別克和西伯利亞。驅逐的初始階段是由美國提供斯圖貝克卡車，上面搭載三座衝鋒槍，以避免逃逸。第二階段則是將印古什和車臣人集結在車站並以火車運送，在驅逐行動開始的第一年，約有30%的人口在驅逐途中死亡。布拉格看門狗雜誌(The Prague Watchdog)聲稱「在流亡的早期階段，約有半數的車臣人和印古什人死於飢餓、酷寒和疾病」，此次驅逐也在2004年被歐洲議會定義為種族滅絕。在放逐後，印古什人又再次開始抵抗俄羅斯。逃過這次放逐的人（通常住在高山上）集結武力和組織叛亂團體，在印古什不斷襲擊俄軍。主要領導者有克什巴羅夫(Akhmed Khuchbarov)、裘茲基耶夫(Tsitskiev)兄弟和女殺手白沙洛娃，最後一個男性叛亂領導人在1977年被KGB殺死，白沙洛娃則從未被逮捕或狙殺。
歷經13年流亡後，印古什人被允許返回車臣－印古什，但不包含奧爾忠尼啟則和普里哥羅得。大部分的印古什領土已經被奧塞梯人占據，而有些地方已經被劃歸為北奧塞梯。返鄉的印古什人面對具有敵意的奧塞梯人，被迫自俄羅斯人和奧塞梯人手中買回自己的家園。這些苦難和不公導致了1973年1月16日在格羅茲尼的和平抗議，但被蘇聯軍隊鎮壓。1989年，印古什人和其他被遭到鎮壓的人民為官方平反。

### 現代
1991年，車臣宣布脫離蘇聯，成立伊奇克里亞車臣共和國，印古什選擇自車臣－印古什分裂。因此1992年印古什加入了俄羅斯聯邦，試圖以和平的方式解決與奧塞梯的爭端，也希望俄羅斯能以讓他們重回自己土地來表揚他們對俄羅斯的忠誠。然而，奧塞梯極端民族主義者卻提升了北奧塞梯的民族緊張情緒，也引發了1992年10月下旬的印古什種族清洗。數以千計的印古什人被俄羅斯－奧塞梯聯軍作為人質，而其中有500名印古什人質被捲入2004年的貝斯蘭人質危機。據媒體報導，貝斯蘭中學體育館當時有數百名印古什人質，且其中大多為女人和小孩。他們聚集在同一棟建築，並且不被給予水和食物，且有十幾個男性人質和至少一名新生兒被處決。有超過60,000名印古什人被迫從他們現今被劃歸為北奧塞梯的家園普里哥羅得離開。衝突的結果是，蘇聯時期的阿富汗戰爭英雄魯斯蘭‧奧舍夫被聯邦政府指定為印古什第一位總統，而印古什在其統治下回復穩定。
1994年，第一次車臣戰爭開始，雙方的難民流入印古什，使印古什的難民成長一倍。根據聯合國統計，難民與印古什的人口比約為1:1。這也帶來印古什的經濟崩潰。1999年第二次車臣戰爭則湧入更多難民(240,000車臣難民和60,000北奧塞梯難民），為印古什帶來問題。2001年，總統奧舍夫被迫離職，接續他的是前KGB幹員穆拉特·查基科夫。在他統治任內情況急轉直下，許多印古什青年被俄羅斯和奧塞梯敢死隊綁架。根據人權觀察組織纪念和Mashr，印古什山區已對印古什人封閉，在俄軍增援三倍之後，印古什國內的攻擊事件也有增加。例如根據俄新社報導，一個俄裔士兵和奧塞梯裔士兵曾預告一個俄裔的印古什學校老師；解決這次事件的印古什警長爾札耶夫則在發現兇手後被不知名的暗殺者所殺。2008年3月24日的一場汽車爆炸事件中造成4人受傷，針對地區警察和俄軍的暴力事件在這幾個月內達到高峰。
2008年1月，俄羅斯聯邦國防部在接到印古什人正在策畫一連串攻擊事件的消息之後，開始了印古什的反恐計畫。2008年南奧塞提亞戰爭爆發，俄軍參與戰事後，印古什平民便常被「未知的」武力襲擊或綁架。大多數俄軍被轉移到北奧塞梯和南奧塞梯。2008年8月31日，印古什反抗首領穆罕默德·叶夫洛耶夫在一個未可名狀的反對組織「Mehkh-Khel印古什人民議會」(People's Parliament of Ingushetia Mekhk-Khel)呼籲俄羅斯政府承認印古什半自治共和國時被俄軍擊殺。反抗者哈斯比耶夫(Magomed Khazbiyev)宣稱「我們必須要求歐洲或美國將我們從俄羅斯分離出去。」
2008年10月18日，印古什反抗者在納茲蘭附近以手榴彈和機槍掃射俄軍車隊，俄羅斯官方宣稱有2名士兵死亡，7名士兵受傷；印古什反抗者的報導則宣稱有40-至50名俄軍士兵死亡。。同年10月30日，查基科夫辭任總統。隔天，俄羅斯總統梅德維杰夫提名尤努斯-別克·葉夫庫羅夫為印古什總統，由印古什人民議會同意。此舉獲得俄羅斯政黨和印古什反抗者的同意，葉夫庫羅夫在職期間，印古什得以平靜許多，對警務人員的攻擊減少40%，綁架則減少80%。

## 地理
印古什坐落於高加索山北麓，南北縱長144公里，東西橫長72公里。北部低地區與諾蓋草原的南端相連，有些地方海拔僅200公尺，但大部地區海拔至少500公尺，南部山區散布的高加索山峰高達3,000公尺以上，最高峰是尚山，海拔4,451公尺。捷列克河的支流孫扎河從西到東橫貫北部地區，孫札河支流阿萨河是該區的主要河流。氣候因地勢而不同，但基本上屬乾燥大陸性氣候。

### 時區
印古什位於莫斯科時區(MSK)，國際時區差 +0400 (MSK)，在2014年10月25日後將永久改為UTC+3時區。

### 河流
主要的河流有：捷列克河、阿萨河、孫扎河

### 山脈
印古什共和国包括150公里的高加索山脉。

### 天然資源
印古什含藏量豐富的資源有大理岩、木材、白云石、灰泥、石灰岩、礫石、花崗岩、黏土、地熱、貴金屬、礦泉水、石油(超過600億噸)、以及天然气的蘊藏等。

### 氣候
大陸性氣候
- 一月平均氣溫:  −10 °C (14 °F).
- 七月平均氣溫: +21 °C (69.8 °F).
- 全年平均降雨量: 450–650 mm (18–26 in).
- 全年平均氣溫: +10 °C (50 °F).

## 行政區劃
共和國內有四個行政區、包括4城市與37農村。城市包括：
- 1. 馬加斯，人口4,100人
- 2. 納茲蘭，人口102,500人
- 3. 卡拉布拉克，人口36,500人
- 4. 馬爾戈別克，人口33,400人。

## 政治
印古什共和國憲法於1994年2月27日實行。共和國首腦為總統，現任總統為尤努斯-別克·葉夫庫羅夫。人民議會包含34名議員，任期四年，由選舉產生，最近一次選舉於2013年舉行。自2006年至今，議長由穆罕默德‧沙卡洛夫擔任。
自1992年以來的總統：
- 魯斯蘭‧奧舍夫（英语：Ruslan Aushev）：1992年11月10日 - 2001年12月28日
- 艾哈邁得‧馬爾沙戈夫（俄语：Мальсагов, Ахмед Исаевич）（臨時）：2001年12月28日 - 2002年5月23日
- 穆拉特·查基科夫：2002年5月23日 - 2008年10月30日[73]
- 尤努斯-别克·叶夫库罗夫：2008年10月30日至今

## 經濟
印古什擁有礦泉水、石油、天然氣、森林、金屬礦等資源，當地政府也亟欲發展觀光。但基於該地局勢不穩，以及鄰近之車臣共和國動盪不安，觀光發展仍充滿疑問。印古什為俄羅斯最窮困的联邦主体，主因是由於衝突、貪腐和內亂。失業率估計為53%左右，且貧困情形日益嚴重。
2012年主要的經濟活動如下：公共行政、國防、社會保險－25.1%；批發、零售機械與日用品－16.0%；農林畜牧狩獵10.4%；教育10.3%；建築9.9%；運輸通訊7.7%，為2011年的100.8%。
農業活動主要為種植燕麥、馬鈴薯、蔬菜、水果。畜牧產品主要為羊毛與牛。
零售業銷售額為144億盧布，為2011年的106.5%，在聯邦主體中排名83，食品、飲料、菸草佔30.%，非食品類產品69.3%。
餐飲營業額為1億盧布，為2011年的117.2%，共和國總營收為負4億6300萬盧布。

### 就業
|      | 平均就業人數 （千人） | 公部門就業人數 （千人） | 失業人數 （千人） | 失業率 （％） |
| ---- | --------------------- | ----------------------- | ----------------- | ------------- |
| 2000 | 59.4                  | 1.9                     | 30.8              | 30.3          |
| 2005 | 64.7                  | 3.9                     | 110.6             | 63.1          |
| 2006 | 65.3                  | 4.2                     | 63.7              | 57.8          |
| 2007 | 65.5                  | 4.4                     | 65.9              | 46.6          |
| 2008 | 66.3                  | 4.7                     | 78.5              | 53.3          |
| 2009 | 65.6                  | 4.9                     | 95.3              | 53.2          |
| 2010 | 68.3                  | 5.2                     | 89.0              | 49.7          |
| 2011 | 68.7                  | 5.3                     | 91.9              | 48.1          |
| 2012 | 70.2                  | 5.3                     | 96.3              | 47.7          |

### 生活水準
|      | 人均收入 (盧布/月） | 收入與去年相較 （％） | 人均支出 （盧布/月） | 退休金 （盧布/月） | 退休金與去年相較 （％） | 領退休金人口 （千人） | 收入低於最低生活水準人口 （％） |
| ---- | ------------------- | --------------------- | -------------------- | ------------------ | ----------------------- | --------------------- | ------------------------------- |
| 1990 | 168                 |                       | 82                   | 92                 |                         | 212                   |                                 |
| 2000 | 587.2               | 122.5                 | 283.1                | 627.3              | 118.9                   | 57                    | 94.3                            |
| 2005 | 2737.3              | 119.8                 | 759.7                | 2007.0             | 111.0                   | 57                    | 55.2                            |
| 2006 | 3568.8              | 111.6                 | 1363.1               | 2225.6             | 100.1                   | 58                    | 45.7                            |
| 2007 | 4886.7              | 125.0                 | 2186.3               | 2977.0             | 121.8                   | 60                    | 33.5                            |
| 2008 | 6909.2              | 120.2                 | 2610.2               | 3570.4             | 104.6                   | 66                    | 27.6                            |
| 2009 | 8000.5              | 104.1                 | 2862.1               | 5028.5             | 125.7                   | 71                    | 26.1                            |
| 2010 | 9630.0              | 111.3                 | 3228.4               | 5693.9             | 104.6                   | 75                    | 22.1                            |
| 2011 | 11562.2             | 116.2                 | 4289.4               | 6280.4             | 108.5                   | 83                    | 18.5                            |
| 2012 | 12375.5             | 107.2                 | 4536.4               | 7116.4             | 108.4                   | 87                    | 17.0                            |

## 人口

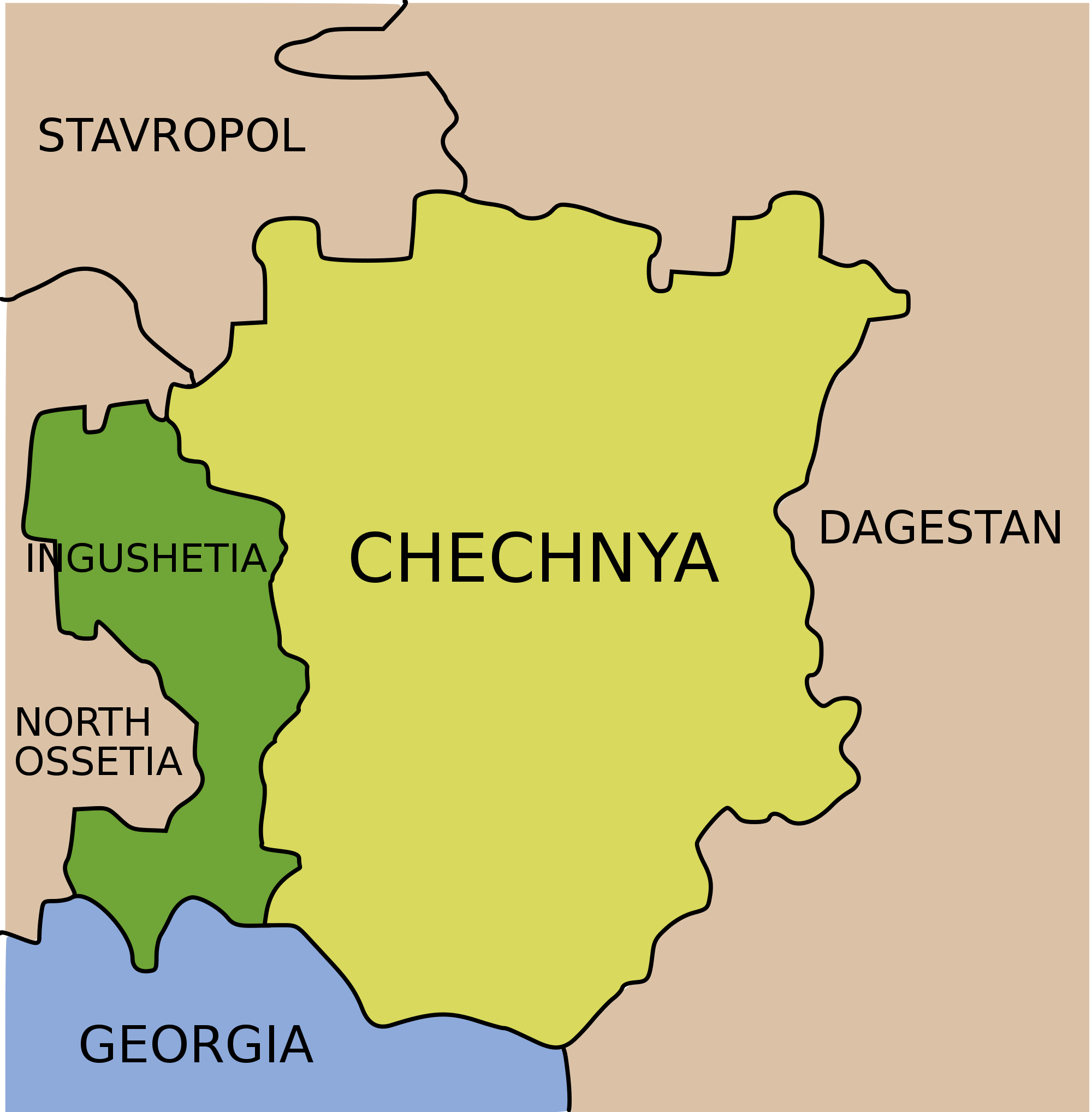
印古什共和國（綠色部分）

印古什共和國人口: 2010年人口412,529； 2002年人口467,294.
- 人口: 46 7294 (2002)
  - 市區: 19 8496 (42.5%)
  - 郊外: 26 8798 (57.5%)
  - 男性: 21 8194 (46.7%)
  - 女性: 24 9100 (53.3%)
- 每1000位男性就有1142位女性
- 平均年齡: 22.2 歲
  - 市區: 22.4 歲
  - 郊外: 22.1 歲
  - 男性: 21.4 歲
  - 女性: 22.9 歲
- 家庭數目: 6 4887 (即46 3532 人)
  - 市區: 2 8751 (即19 7112 人)
  - 郊外: 3 6136 (即26 6420 人)

### 生育統計
|      | 平均人口 （千人） | 出生 （人） | 死亡 （人） | 人口自然變化 （人） | 粗出生率 （‰） | 粗死亡率 （‰） | 人口自然增加率 （‰） | 總生育率 （‰） |
| ---- | ----------------- | ----------- | ----------- | ------------------- | -------------- | -------------- | -------------------- | -------------- |
| 1995 | 273               | 6,889       | 1,867       | 5,022               | 25.3           | 6.8            | 18.4                 |                |
| 1996 | 287               | 5,980       | 1,958       | 4,022               | 20.9           | 6.8            | 14.0                 |                |
| 1997 | 294               | 6,055       | 1,957       | 4,098               | 20.6           | 6.7            | 14.0                 |                |
| 1998 | 299               | 5,929       | 2,064       | 3,865               | 19.8           | 6.9            | 12.9                 |                |
| 1999 | 321               | 6,624       | 1,953       | 4,671               | 20.6           | 6.1            | 14.6                 |                |
| 2000 | 393               | 8,463       | 2,117       | 6,346               | 21.5           | 5.4            | 16.2                 |                |
| 2001 | 450               | 8,753       | 1,875       | 6,878               | 19.4           | 4.2            | 15.3                 |                |
| 2002 | 461               | 7,578       | 1,874       | 5,704               | 16.4           | 4.1            | 12.4                 |                |
| 2003 | 463               | 7,059       | 1,785       | 5,274               | 15.3           | 3.9            | 11.4                 |                |
| 2004 | 454               | 6,794       | 1,751       | 5,043               | 15.0           | 3.9            | 11.1                 |                |
| 2005 | 446               | 6,777       | 1,821       | 4,956               | 15.2           | 4.1            | 11.1                 |                |
| 2006 | 437               | 7,391       | 1,830       | 5,561               | 16.9           | 4.2            | 12.7                 |                |
| 2007 | 430               | 8,284       | 1,625       | 6,659               | 19.3           | 3.8            | 15.5                 |                |
| 2008 | 423               | 9,215       | 1,561       | 7,654               | 21.8           | 3.7            | 18.1                 |                |
| 2009 | 418               | 9,572       | 1,877       | 7,695               | 22.9           | 4.5            | 18.4                 | 2.51           |
| 2010 | 410               | 11,178      | 1,857       | 9,321               | 27.1           | 4.5            | 22.6                 | 2.99           |
| 2011 | 423               | 11,408      | 1,705       | 9,703               | 27.0           | 4.0            | 23.0                 | 2.941          |
| 2012 | 436               | 9,814       | 1,595       | 8,219               | 22,6           | 3.7            | 17.7                 | 2.27           |
| 2013 | 447               | 9,567       | 1,568       | 7,999               | 21.4           | 3.5            | 17.9                 | 2.25(e)        |

12009-2011年總生育率來源:

### 民族組成
根據俄羅斯2010年人口普查，印古什人佔印古什共和國總人口的94.1%，其他民族包括車臣人(4.6%)、俄羅斯族(0.8%)和其他較小民族，每種低於總人口0.5%。
| 民族                                                                                          | 1926年普查 | 1926年普查 | 1939年普查 | 1939年普查 | 1959年普查 | 1959年普查 | 1970年普查 | 1970年普查 | 1979年普查 | 1979年普查 | 1989年普查 | 1989年普查 | 2002年普查 | 2002年普查 | 2010年普查1 | 2010年普查1 |
| 民族                                                                                          | 人口       | 比率       | 人口       | 比率       | 人口       | 比率       | 人口       | 比率       | 人口       | 比率       | 人口       | 比率       | 人口       | 比率       | 人口        | 比率        |
| --------------------------------------------------------------------------------------------- | ---------- | ---------- | ---------- | ---------- | ---------- | ---------- | ---------- | ---------- | ---------- | ---------- | ---------- | ---------- | ---------- | ---------- | ----------- | ----------- |
| 印古什族                                                                                      | 47,280     | 61.6%      | 79,462     | 58.0%      | 44,634     | 40.6%      | 99,060     | 66.0%      | 113,889    | 74.2%      | 138,626    | 74.5%      | 361,057    | 77.3%      | 385,537     | 94.1%       |
| 車臣族                                                                                        | 2,553      | 3.3%       | 7,746      | 5.7%       | 5,643      | 5.1%       | 8,724      | 5.8%       | 9,182      | 6.0%       | 19,195     | 10.3%      | 95,403     | 20.4%      | 18,765      | 4.6%        |
| 俄羅斯族                                                                                      | 24,185     | 31.5%      | 43,389     | 31.7%      | 51,549     | 46.9%      | 37,258     | 24.8%      | 26,965     | 17.6%      | 24,641     | 13.2%      | 5,559      | 1.2%       | 3,321       | 0.8%        |
| 烏克蘭族                                                                                      | 1,501      | 2.0%       | 1,921      | 1.4%       | 1,763      | 1.6%       | 1,068      | 0.7%       | 687        | 0.4%       | 753        | 0.4%       | 189        | 0.0%       | 2,009       | 0.5%        |
| 其他民族                                                                                      | 1,215      | 1.6%       | 4,549      | 3.3%       | 6,438      | 5.9%       | 3,978      | 2.7%       | 2,852      | 1.9%       | 2,781      | 1.5%       | 5,086      | 1.1%       | 2,009       | 0.5%        |
| 1 其中有2,897人被登錄於官方數據庫中，卻未屬於任何民族，據估計，該人口的比例與官方公布的相同。 |            |            |            |            |            |            |            |            |            |            |            |            |            |            |             |             |

## 教育
印古什國立大學為印古什共和國歷史上的第一所高等教育學校，創立於1994年在孙扎（当时称奧得瓊尼基德耶夫斯卡雅）。
目前(2012)的就學人口為59000人，兒童為8558人，中學人口為3,500人，在高等教育就學人口有12,500人，教育機構有116所。

## 宗教
大部分印古什人為伊斯蘭教遜尼派沙斐儀支派的穆斯林，也有少數遵守蘇菲戒律的蘇菲派穆斯林與東正教徒。全共和國有5個穆斯林社區、45座清真寺、26所伊斯蘭學校、3所東正教教堂。

## 其他
現時印古什是非聯合國會員國家及民族組織的成員。

## 外部連結
- News from Ingushetia
- News and History of Ingushetia
- （俄文） Official website of Ingushetia（页面存档备份，存于）
- （俄文） Unofficial website of Ingushetia
- （俄文） Ingush Music/Video/Literature website （页面存档备份，存于）
- （俄文） Magas, Ingush youth website （页面存档备份，存于）
- （俄文） Head of Ingushetia's website（页面存档备份，存于）
- （俄文） Ingushetia's Republic News Portal
- （俄文） Ingushetia Videos
- （俄文） National Project: People of Ingushetia （页面存档备份，存于）